# Szafirek armeński
Szafirek armeński (Muscari armeniacum) – gatunek niewielkiej, łatwej w uprawie rośliny cebulowej z rodziny szparagowatych. Zasięg naturalny obejmuje obszar od Bałkanów, przez Turcję po rejon Kaukazu i północno-zachodni Iran.

## Morfologia
Cebule o wydłużonym kształcie (wys. 15–20 cm) i obwodzie do 10 cm okryte są jasnoszarą łuską. Liście koloru zielonego, zgięte w rynienkę, dłuższe od pędu, zwykle kładące się na podłoże. Kwiaty z kulistym okwiatem, zebrane w gęstych gronach o długości ok. 8 cm – niebieskie, różowe lub białe, kwitnące na przełomie kwietnia i maja. 

## Zastosowanie
Uprawiane jako rośliny ozdobne. Szafirki pięknie prezentują się w grupach (np. na trawniku), nadają się do tworzenia obwódek, na rabaty oraz do bukietów jako kwiat cięty.

## Uprawa
Szafirki nie są roślinami wymagającymi, radzą sobie na przeważającej ilości stanowisk. Najlepsze warunki to żyzna, próchnicza, piaszczysto-gliniasta gleba, lekko wilgotna. Stanowisko słoneczne lub półcień. Rośliny kwitną od kwietnia do czerwca. Szafirki rozmnaża się z nasion lub cebulek przybyszowych. Siew wykonuje się jesienią. Cebule wykopuje się w czerwcu, a sadzi w czerwcu lub lipcu, można też sadzić w październiku. Sadzi się je na głębokości ok. 5 cm. Cebulki przesadza się możliwie jak najczęściej ze względu na dość szybki przyrost cebul przybyszowych.